# Nurney
Nurney är en ort i republiken Irland.   Den ligger i grevskapet Kildare och provinsen Leinster, i den centrala delen av landet, 50 km sydväst om huvudstaden Dublin. Nurney ligger 70 meter över havet och antalet invånare är 389.
Terrängen runt Nurney är platt.Runt Nurney är det ganska glesbefolkat, med 23 invånare per kvadratkilometer. Närmaste större samhälle är Cherryville, 6,9 km norr om Nurney. Trakten runt Nurney består i huvudsak av gräsmarker.